# Yves Bescond
Yves-Marie-Henri Bescond (Clamart, 19 mei 1924 - Parijs, 23 augustus 2018) was een Frans bisschop van de Rooms-Katholieke Kerk.

## Biografie
Bescond werd in 1949 tot priester gewijd. In 1971 werd hij tot bisschop gewijd. Van 1971 tot 1979 was hij hulpbisschop in het Bisdom Évry-Corbeil-Essonnes onder Albert Malbois en Guy Herbulot. In 1979 werd hij bisschop van het Bisdom Meaux. In 1986 ging hij met emeritaat.
Hij werd 94 jaar oud.